# Comtat de Noroña
El comtat de Noroña és un títol nobiliari espanyol creat el 21 de novembre de 1792 pel rei Carles IV, per a Pedro de la Nava i Noroña.

## Comtes de Noroña
|                        | Titular                                          | Període               |
| Creació per Carles IV  | Creació per Carles IV                            | Creació per Carles IV |
| ---------------------- | ------------------------------------------------ | --------------------- |
| I                      | Pedro de la Nava y Noroña                        | 1792- ?               |
| II                     | Gaspar María de la Nava y Álvarez de Noroña      | ? - 1815              |
| III                    | ...                                              | 1815- ?               |
| IV                     | Antonio María Lamo de Espinosa y Palavicino      |                       |
| Rehabilitación en 1916 |                                                  |                       |
| V                      | Francisco Javier Lamo de Espinosa y de la Cárcel | 1916-                 |
| VI                     | Antonio Lamo de Espinosa y de la Cárcel          | ? -1933               |
| VII                    | María del Carmen Lamo de Espinosa del Portillo   | 1933- 1950            |
| VIII                   | Enrique María Trenor y Lamo de Espinosa          | 1953-actual titular   |

## Història dels comtes de Noroña
- I comte: Pedro de la Nava y Noroña.

- II comte: Gaspar María de la Nava y Álvarez de Noroña, (1760-1815). Militar, ambaixador d'Espanya a Suïssa i a Sant Petersburg. Conegut sobretot per les seves obres literàries (poemes,drames, etc).

III comte o comtessa:
IV comte: Antonio María Lamo de Espinosa y Palavicino.
1. Casat amb Virginia de la Cárcel y González Estófani.

Rehabilitació en 1916:
- V comte : Francisco Javier Lamo de Espinosa y de la Cárcel.

1. Casat amb Clara Galiana y Garcías. Sense descendents. El succeí el seu germà:

- VI comte: Antonio Lamo de Espinosa y de la Cárcel,(1862-1933).

1. Casat amb María del Portillo y Rovira. El succeí la seva filla:

- VII comtessa: María del Carmen Lamo de Espinosa y del Portillo (m. 1950).

1. Casada amb Enrique Trenor y Despujol, II Comte de la Vallesa de Mandor. La succeí el seu fill:

- VIII comte: Enrique María Trenor y Lamo de Espinosa, III Comte de la Vallesa de Mandor, II Comte de Montornés. Actual comte de Noroña.